# Jan Vermeyen

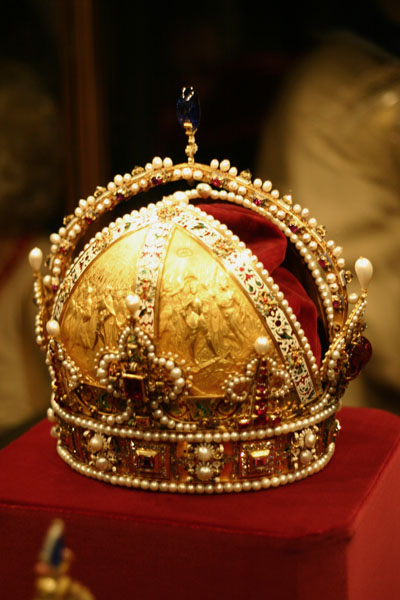
Die Krone Rudolfs II. von Jan Vermeyen

Jan Vermeyen (* vor 1559 in Brüssel; † vor 15. Oktober 1606 in Prag) war ein berühmter flämischer Goldschmied, Juwelier, Medailleur und Wachsbossierer des rudolphinischen Manierismus.

## Leben
Er war Sohn des Hofmalers Jan Cornelisz Vermeyen und lernte in Antwerpen. Dort heiratete er 1588. Ab 1590 war er in der Goldschmiedezunft in Frankfurt am Main eingeschrieben.
Vermeyen übersiedelte wohl 1592 nach Prag, wo er ab 1597 als Hof- und Kammergoldschmied, Juwelier, Wachsbossierer und Medailleur in der Prager Burg für Kaiser Rudolf II. arbeitete. Er kaufte ein Haus in Prag an der Kleinseite, im St.-Thomas-Pfarrviertel.

## Werke
Vermeyen schuf für den Kaiser viele Kleinode und Juwelen, vor allem um 1600 sein Porträt aus Diamanten in goldenen Rahmen. 1602 fertigte er eine neue goldene Kaiserkrone mit vier Reliefszenen aus dem Leben Rudolphs II. an. Diese prachtvolle Krone ist mit 194 südamerikanischen Diamanten geschmückt (der größte hat 186 Karat), weiter mit Smaragden, Rubinen, Meerperlen und oben mit einem riesigen Saphir. Von 1804 bis 1918 wurde sie als österreichische Kaiserkrone verwendet. Heute ist die Krone in der weltlichen Schatzkammer der Hofburg in Wien ausgestellt, zusammen mit anderen Goldschmiede- und Juwelierarbeiten aus der Prager Kunstkammer Kaiser Rudolphs II.
Ferner fertigte er verschiedene Tafelgefäße aus exotischen Naturmaterialien (z. B. Becher aus Narwalzahn, Bezoar) in goldener Fassung. Vermeyen arbeitete oft mit dem Prager Hofsteinschneider und Glyptiker Ottavio Miseroni, seiner Werkstatt und Hofmühle in Prag-Bubeneč und mit dem Glyptiker Alessandro Masnago in Mailand zusammen. Seine figuralen Ornamente und Grotesken in buntfarbigem Email sind nach Vorlagen von Hertig van Bein ausgeführt. Seine Medaillen sind IOHAN FORMEI oder H. FORMAID signiert.